# Daniel Grueso
Daniel Grueso (ur. 30 lipca 1985 w Tuluá) – kolumbijski lekkoatleta, sprinter, wielokrotny medalista mistrzostw Ameryki Południowej, dwukrotny medalista mistrzostw Ibero-Amerykańskich, olimpijczyk. Wielokrotny mistrz i rekordzista kraju.

## Sukcesy
| Rok  | Zawody                          | Miasto              | Poz. | Konkurencja        | Wynik (s) |
| ---- | ------------------------------- | ------------------- | ---- | ------------------ | --------- |
| 2005 | Mistrzostwa Ameryki Południowej | Cali                | 2.   | Sztafeta 4 x 100 m | 39,85     |
| 2006 | Mistrzostwa Ameryki Południowej | Tunja               | 1.   | Bieg na 100 m      | 10,50     |
| 2006 | Mistrzostwa Ameryki Południowej | Tunja               | 2.   | Bieg na 200 m      | 20,99     |
| 2007 | Mistrzostwa Ameryki Południowej | São Paulo           | 3.   | Bieg na 200 m      | 20,66     |
| 2007 | Mistrzostwa Ameryki Południowej | São Paulo           | 2.   | Sztafeta 4 x 100 m | 39,80     |
| 2009 | Mistrzostwa Ameryki Południowej | Lima                | 2.   | Bieg na 100 m      | 10,39     |
| 2009 | Mistrzostwa Ameryki Południowej | Lima                | 1.   | Sztafeta 4 x 100 m | 39,41     |
| 2010 | Mistrzostwa Ibero-Amerykańskie  | San Fernando        | 3.   | Bieg na 100 m      | 10,39     |
| 2010 | Mistrzostwa Ibero-Amerykańskie  | San Fernando        | 3.   | sztafeta 4 x 100 m | 39,76     |
| 2011 | Mistrzostwa Ameryki południowej | Buenos Aires        | 1.   | Bieg na 200 m      | 20,90     |
| 2011 | Mistrzostwa Ameryki południowej | Buenos Aires        | 2.   | Sztafeta 4 x 100 m | 39,88     |
| 2013 | Mistrzostwa Ameryki południowej | Cartagena de Indias | 2.   | Sztafeta 4 x 100 m | 39,76     |
| 2013 | Igrzyska boliwaryjskie          | Trujillo            | 3.   | Sztafeta 4 x 100 m | 39,86     |

## Rekordy życiowe
| Dystans            | Wynik (s) | Miejsce  | Data              | Uwagi                |
| ------------------ | --------- | -------- | ----------------- | -------------------- |
| Bieg na 100 metrów | 10,17     | Cali     | 25 listopada 2008 | rekord Kolumbii      |
| Bieg na 200 metrów | 20,49     | Mayagüez | 17 kwietnia 2010  | były rekord Kolumbii |
| Bieg na 400 metrów | 46,09     | Ponce    | 29 marca 2008     |                      |

W 2010 kolumbijska sztafeta 4 x 100 metrów z Grueso na ostatniej zmianie ustanowiła aktualny rekord kraju w tej konkurencji – 39,20.